# Al-Radi
Abū l-ʿAbbās Muḥammad ibn Jaʿfar ibn al-Muqtadir, il cui laqab fu "al-Rāḍī bi-llāh" (Baghdad, 909 – Medina, 12 dicembre 940), è stato un califfo della dinastia abbaside. Regnò dal 934 al 940, succedendo allo zio al-Qahir, deposto dagli esponenti più potenti della sua Corte.
Figlio di al-Muqtadir, Abū l-ʿAbbās Muḥammad ibn Jaʿfar ibn al-Muqtadir (in arabo أبو العباس محمد ﺑﻦ ﺟﻌﻔﺮ ﺑﻦ ﺍﻟﻤﻘﺘﺪﺭ‎?), detto al-Rāḍī bi-llāh (in arabo الراضي بالله‎?, vale a dire "Colui di cui Allah è soddisfatto"), fu elogiato per la sua pietas, ma fu di fatto solo uno strumento nelle mani de suoi vizir e dei suoi cortigiani. Il suo potere effettivo si ridusse a malapena a Baghdad e alle regioni circostanti. A causa delle scarse risorse di cui disponeva, il califfo cadde nelle mani di un crudele ma abile ed efficiente vizir, Ibn Rāʾiq, per il quale il califfo creò il titolo di amīr al-umarāʾ (Comandante dei comandanti), che de facto deteneva il potere effettivo, tanto che il suo nome veniva fatto nelle preghiere pubbliche del mezzogiorno di venerdì (jumūʿa) in moschea, assieme a quello del califfo.
Durante il suo regno il fanatismo e l'intolleranza presero il sopravvento, gli hanbaliti, sostenuti dal sentimento popolare, imposero la loro interpretazione dell'Islam, in conformità coi loro principi: irrompevano nelle abitazioni private di chi essi consideravano a loro ostili, distruggevano tutti gli alcolici e gli strumenti musicali, creando una sorta di "inquisizione sunnita". Uno sceicco sciita venne ucciso, mentre un famoso medico fu malmenato a causa di una sua affermazione sulle diverse letture (qirāʿat) del Corano. Nonostante avesse presentato una ritrattazione scritta, dovette lasciare Baghdad per paura di essere ucciso.
Al-Rāḍī è comunemente indicato dagli storici come l'ultimo vero califfo abbaside che esercitò i suoi diritti e doveri: l'ultimo a guidare il sermone del venerdì, a tenere assemblee (majālis) per discutere con i filosofi e i teologi su questioni esistenziali e religiose, a dare consigli sugli affari di Stato, l'ultimo a distribuire aiuti tra i bisognosi e l'ultimo che cercò di temperare l'eccessiva severità di alcuni funzionari.
Tutti questi atti, però, erano spesso meramente formali, il califfo non deteneva più nessun vero potere. Alla sua ombra, i vizir gestivano il tutto. All'estero le cose per gli Abbasidi andavano addirittura peggio. La maggior parte del Vicino Oriente non era più sotto il loro controllo, così come il Maghreb, l'Egitto, e gran parte della Siria e della Mesopotamia. Mawṣil, in Jazira, divenne indipendente, parte dell'Arabia cadde sotto il controllo dei Carmati e dei signori locali, Bassora e Wasit si ribellarono. L'avanzata dei Bizantini fu fermata solo dalla coraggiosa resistenza del principe hamdanide Abū l-Hasan ʿAlī b. ʿAbd Allāh, al quale fu meritatamente conferito il titolo di "Sayf al-Dawla" (Spada della dinastia).
Morì a Medina nel 940 e gli succedette sul trono il fratello al-Muttaqi.